# Chiesa di Santa Maria a Greve
La chiesa di Santa Maria a Greve, chiamata anche Santa Maria a Scandicci ( in latino Sancta Maria de Scandiccio seu Greve), è un luogo di culto cattolico situato in piazza Don Giulio Cioppi a Scandicci, in provincia di Firenze.

## Storia
Fondata nel 978, la chiesa fu donata alla Badia di Firenze dalla contessa Willa di Toscana ed è annoverata per circa i due/tre secoli successivi fra i beni della badia Fiorentina ovvero fino a quando, nel 1246 (secondo altri studiosi nel 1350 e per altri ancora alla fine del secolo XIV) passò alla chiesa di San Romolo a Firenze e successivamente (dalla fine del XVIII secolo al 1939) a Orsanmichele.
Il titolo di prepositura è recente (1949).
Fu restaurata ed ampliata nel 1894-1895 e in quell’occasione tornò alla luce un affresco trecentesco (sotto uno strato di intonaco seicentesco) proveniente dall’antica facciata.

## Descrizione
A causa delle numerose ristrutturazioni la chiesa ha perduto gran parte della sua plurimillenaria antichità.. L’aspetto attuale si deve alla ristrutturazione del 1934-1937 che capovolse anche l'orientamento della chiesa ed eliminò la sistemazione settecentesca.
La facciata fu trasferita sul lato del presbiterio e ricostruita in stile razionalista ed è stata progettata dall’ingegner Arduino Matassini. Essa è a capanna ed è preceduta da un alto portico in travertino che si apre, sul lato frontale, con tre archi a tutto sesto poggianti su pilastri quadrangolari. Alla destra della chiesa, si eleva il campanile in cemento armato e laterizio, terminante con una cuspide triangolare sormontata da una croce in ferro. Esso ospita un concerto di 5 campane in Fa3, fuse dalla Fonderia Capanni di Castelnovo ne’ Monti (RE) nel 1964.
L'interno della chiesa è in un sobrio stile moderno (con qualche traccia neogotica) ed è costituito da un'unica navata coperta con capriate lignee a vista e terminante con una profonda abside semicircolare illuminata da monofore chiuse da vetrate policrome. L'abside è interamente occupata dal presbiterio, rialzato di alcuni gradini rispetto al resto della chiesa, ove trovano luogo al centro l'altare, a destra il fonte battesimale e il tabernacolo, a sinistra l'ambone e, in posizione arretrata, la sede lignea.
Il patrimonio artistico è stato in parte disperso, in parte trasferito nei locali della Compagnia. Sulla parete sinistra, un pregevole tabernacolo in terracotta invetriata, raffigurante la Madonna col Bambino, dell'ambito di Giovanni Della Robbia. Sulla parete destra è stato appeso un quadro di Pietro Benvenuti raffigurante Cristo nel deserto ristorato dagli Angeli (1828).Nella cappellina dei voti, ambiente situato a destra dell’ingresso principale, si conserva uno stucco raffigurante la Madonna a mezzobusto col Bambino, di probabile fattura ghibertiana, stucco annerito nell’Ottocento per la devozione alla Madonna del Carmelo.. La statua era stata donata alla chiesa dai Vitolini nel XVII secolo e sappiamo che veniva scoperta in caso di gravi calamità.  Un architrave gotico diviso in cinque formelle popolate da Ercole e Deianira ed animali mostruosi, oggi conservato nel corridoio che conduce alla canonica e un affresco (Madonna con Bambino e santi), purtroppo molto lacunoso ma leggibile, stilisticamente prossimo a Pietro Nelli completano il corredo artistico.

## Titolari della chiesa di Santa Maria a Greve
Elenco dei rettori della chiesa dal XIII secolo ad oggi
XIII secolo:
- Gianni, 1266;
- Orlando, 1277;
- Cino, 1288;

XIV secolo:
- Mazzinco, 1325;
- Giovanni, 1349;
- Vito Farneti, 1350;
- Andrea Baldino, 1375;

XV secolo:
- Gaspero da Dicomano, 1406;
- Domenico Bonsi, 1436;
- Domenico del Voglia, 1449;
- Jacopo di Grazia di San Giovanni Valdarno;
- Leonardo Dati, 1461;
- Tommaso Tani 1462;

XVI secolo
- Alessandro dell’Antella, 1500;
- Lorenzo da Filicaia, 1504;
- Francesco Bencivenni, 1514;
- Averano di Domenico Giugni, 1527;
- Tommaso di Valsivignone, 1527;
- Bartolommeo Giugni,1562[23];
- Simone da Loro, 1563;
- Antonio Speldini, 1570;
- Giovanni Battista, Aretino, 1572;
- Averano Giugni, 1572;
- Vincenzo Nicolucci, 1581;
- Giovan Maria Marchi, 1597;

XVII secolo
- Donato Marchi, 1637;
- Francesco Benvenuti, 1668[24];

XVIII secolo:
- Anton Filippo del Soglia, 1712[25];
- Filippo Soldini, 1745;
- Luigi Casini, 1769;
- Filippo Pinucci, 1779;

XIX secolo:
- Giovacchino Morani, 1817;
- Luigi Montauti, 1825;
- Carlo Montauti, 1841
- Luigi Ulivieri ( 1842- 1862);
- Giuseppe Bartolini, Vicario Economo ( 1862 - 1868),
- Lisandro Cioppi, Vicario ( 1868 - 1907)

XX secolo :
- Giulio Cioppi ( 1907- 1937)[26],
- Ottorino Agresti ( 1937- 1972),
- Francesco Maggiori ( 1972- 1981 deceduto),
- Mauro Ferri ( 1981- 1999 deceduto),
- Brunetto Fioravanti (1999)

XXI secolo
- Aldo Menichetti, 2014-2020,

- Giovanni Momigli, dal 2020.